# Cetus-II-Zwerggalaxie
Die Cetus-II-Zwerggalaxie, kurz auch Cetus II oder Cetus 2, ist eine im Jahr 2015 entdeckte Zwerggalaxie des Typs dSph im Sternbild Walfisch in der Lokalen Gruppe und eine der Satellitengalaxien der Milchstraße.

## Eigenschaften
Cet II dSph besitzt einen Halblichtradius von {\displaystyle r_{h}=1,9_{-0,50}^{+1,0}} ′, was bei einer Entfernung von etwa 30 kpc einer Größe von (17 ± 7) pc entspricht.

## Weiteres
- Liste der Galaxien der Lokalen Gruppe